# Eddie Gazo
Eddie Gazo (* 12. September 1950 in San Lorenzo, Nicaragua; † 19. September 2023) war ein nicaraguanischer Boxer. Durch einen einstimmigen Punktsieg über den Argentinier Miguel Ángel Castellini wurde er am 5. März 1977 WBA-Weltmeister im Halbmittelgewicht.